# Каменка (Альметьевский район)
 Каменка  — поселок в Альметьевском районе Татарстана. Входит в состав Новоникольского сельского поселения.

## География
Находится в юго-восточной части Татарстана на расстоянии приблизительно 9 км по прямой на север от районного центра города Альметьевск.

## История
Основан около 1910 года.

## Население
Постоянных жителей было: в 1912 — 23, в 1926 — 49, в 1938 — 36, в 1949 — 36, в 1958 — 35, в 1970—119, в 1979 — 63, в 1989 — 28, в 2002 — 5 (русские 100 %), 5 в 2010.